# Mostillera (pera)
Mostillera, es el nombre de una variedad cultivar de pera europea Pyrus communis. Esta pera está cultivada en la colección de la Estación Experimental Aula Dei (Zaragoza). Esta pera también está cultivada en diversos viveros entre ellos algunos dedicados a conservación de árboles frutales en peligro de desaparición. Esta pera variedad muy antigua es originaria de España, en la provincia de Teruel de la comunidad autónoma de Aragón, tuvo su mejor época de cultivo comercial antes de la década de 1960, y actualmente en menor medida aún se encuentra.

## Sinonimia
- "Mostillera 682".[1]

## Historia
En España 'Mostillera' está considerada incluida en las variedades locales autóctonas muy antiguas, cuyo cultivo se centraba en comarcas muy definidas. Se caracterizaban por su buena adaptación a sus ecosistemas y podrían tener interés genético en virtud de su adaptación. Se encontraban diseminadas por todas las regiones fruteras españolas, aunque eran especialmente frecuentes en la España húmeda. Estas se podían clasificar en dos subgrupos: de mesa y de cocina (aunque algunas tenían aptitud mixta).
'Mostillera' es una variedad clasificada como de mesa, se utiliza también en la elaboración de perada, difundido su cultivo en el pasado por los viveros comerciales y cuyo cultivo en la actualidad se ha reducido a huertos familiares y jardines privados.

## Características
El peral de la variedad 'Mostillera' tiene un vigor medio; florece a finales de abril; tubo del cáliz en embudo con conducto corto y ancho, la base de los pistilos carnosa, llenando el conducto.
La variedad de pera 'Mostillera' tiene un fruto de tamaño variable de pequeño a mediano; forma turbinada breve, cuello muy ligero, asimétrica, contorno irregularmente redondeado; piel lisa, fina, brillante; color de fondo amarillo verdoso o amarillo pálido, chapa de color sonrosado pálido que puede llegar a cubrir algo más de medio fruto, exhibe un punteado muy menudo, ruginoso-"russeting" cobrizo, pequeñas zonas ruginosas en la base del pedúnculo y alrededor del ojo, "russeting" (pardeamiento áspero superficial que presentan algunas variedades) débil; pedúnculo de longitud corto o medio, fuerte, leñoso, engrosado en ambos extremos, ruginoso, de color castaño rojizo, recto, implantado generalmente oblicuo; cavidad peduncular estrecha, poco profunda, mamelonada; cavidad calicina de anchura y profundidad medias, borde fuertemente ondulado; ojo medio o pequeño, semi-cerrado o abierto; sépalos negruzcos, rizados, de posición variable o rotos quedando solo la base.
Carne de color blanco o amarillenta; textura de tipo semi-blanda, ligeramente granulosa; sabor dulce, un poco ácido, muy jugoso, poco aromático, soso; corazón mal delimitado, no se puede precisar tamaño ni forma. Eje de forma muy irregular, lanoso, abierto en parte. Celdillas muy amplias, muy próximas al ojo, parte de las celdillas deprimidas y nulas. Semillas grandes, semi-globosas, aplastadas en la cara interna, color castaño rojizo claro con partes más oscuras, muy escasas.
La pera 'Mostillera' tiene una maduración durante el invierno (en E. E. Aula Dei de Zaragoza). Aguanta en buenas condiciones un mes de almacenamiento en un ambiente refrigerado. Se usa como pera de mesa fresca y para elaborar perada.